# Wołca
Wołca (biał. Волца, Wołca; ros. Волца, Wołca) – wieś na Białorusi, w obwodzie grodzieńskim, w rejonie korelickim, w sielsowiecie Maluszyce, nad Newdą.

## Historia
W XIX i w początkach XX w. wieś i folwark położone w Rosji, w guberni mińskiej, w powiecie nowogródzkim, w gminie Rajce.
W dwudziestoleciu międzywojennym wieś, folwark i osada leżące w Polsce, w województwie nowogródzkim, w powiecie nowogródzkim, w gminie Rajce. W 1921 wieś i osada liczyły łącznie 197 mieszkańców, zamieszkałych w 35 budynkach, w tym 178 Białorusinów i 19 Żydów. 178 mieszkańców było wyznania prawosławnego i 19 mojżeszowego. Folwark liczył zaś 10 mieszkańców, zamieszkałych w 1 budynku, wyłącznie Białorusinów wyznania prawosławnego.
Po II wojnie światowej w granicach Związku Sowieckiego. Od 1991 w niepodległej Białorusi.